# General Aircraft Hamilcar
General Aircraft Limited GAL. 49 Hamilcar ali Hamilcar Mark I je bilo veliko vojaško jadralno letalo, ki so ga razvili in proizvajali v času druge svetovne vojne. Prevažal je različne tovore, kot so lahki tank Tetrarch ali M22 Locust. Leta 1940 so v Britaniji po Churchillovem ukazu ustanovili odelek airborne establishment in tako je nastala potreba po velikem tovornem jadralnem letalu. Do leta 1946 so zgradili 344 primerkov.
Hamilcarje so uporabili samo trikrat, vsakič v britanskih operacijah. Prvič so ga uporabili junija 1944, ko je okrog 30 letal prevažalo 17-funtne protitankovske topove, transportna vozila in lahke tanke Tetrarch. Septembra 1944 so jih uporabili v operaciji Market Garden. Hamilcarji so bili učinkoviti, a počasni in tako lahka tarča za protiletalsko artilerijo. Zgradili so tudi verzijo z motorji Hamilcar Mark X, ki bi imela večji doseg in bi se uporabljala na pacifiškem bojišču, vendar se je vojna prej končala.

## Tehnične specifikacije
Podatki iz Jane's All The World's Aircraft 1945-1946
Splošne karakteristike
- Posadka: 2
- Število sedežev: 7 ton
- Dolžina: 68 ft (20,73 m)
- Razpon kril: 110 ft (33,53 m)
- Višina: 20 ft 3 in (6,17 m)
- Površina kril: 1657,5 ft2 (153,98 m2)
- Aeroprofil: RAF.34 modified
- Teža praznega letala: 18400 lb (8346 kg)
- Maks. vzletna teža: 36000 lb (16329 kg)

 Zmogljivost 
- Neprekoračljiva hitrost: 187 mph (300 km/h)
- Maks. hitrost: 150 mph (240 km/h)
- Hitrost porušitve vzgona: 65 mph (105 km/h)
- Obremenitev kril: 22,37 lb/ft² (109,2 kg/m²)